# Ahmed Alassad
Ahmed Alassad (arab. أحمد الأسعد) – libański polityk, przewodniczący Zgromadzenia Narodowego Libanu w latach 1951–1953.
Syn Ahmeda Alassada, Kamel trzykrotnie był przewodniczącym Zgromadzenia Narodowego.